# Tàu điện ngầm Delhi
Tàu điện ngầm Delhi hoặc Metro Delhi (tiếng Hindi: दिल्ली मेट्रो, đã Latinh hoá: Dillī Metro) là một hệ thống tàu đường sắt nhẹ tốc độ nhanh phục vụ Delhi, Gurgaon, Noida, và Ghaziabad trong vùng Thủ đô Quốc gia Ấn Độ. Delhi Metro là hệ thống tàu điện ngầm lớn thứ mười ba trên thế giới về chiều dài.
Delhi Metro là hệ thống giao thông đường sắt nhang đô thị lớn thứ nhì, sau Kolkata Metro. Tính đến tháng 6 năm 2014, mạng lưới bao gồm năm tuyến đường sắt ký hiệu năm màu (đỏ, xanh, xanh, vàng, tím), cộng với tuyến thứ sáu là tuyến nhanh sân bay, tổng chiều dài 193,2 km (120.0 mi), phục vụ 139 ga (bao gồm 6 ga của tuyến nhanh sân bay), trong đó 38 ga là ngầm, năm là ở mặt đất, và phần còn lại là trên cao.
Tất cả các trạm có thang cuốn, thang máy, và gạch xúc giác để hướng dẫn người khiếm thị từ lối vào nhà ga. Nó có một sự kết hợp của đường sắt trên cao, mặt đất, và ngầm, và sử dụng toa xe chạy trên đường sắt khổ rộng và đường sắt khổ tiêu chuẩn. Bốn loại toa xe được sử dụng: Mitsubishi Rotem khổ rộng, Bombardier Movia, Mitsubishi Rotem khổ tiêu chuẩn, và CAF Beasain khổ tiêu chuẩn.
Delhi Metro Rail Corporation Limited (DMRC), một công ty quốc doanh với sự tham gia góp vốn chủ sở hữu bằng nhau từ Chính phủ Ấn Độ và Chính quyền Lãnh thổ Thủ đô Quốc gia Delhi xây dựng và điều hành hệ thống metro này. Tuy nhiên, tổ chức này là dưới sự kiểm soát hành chính của Bộ Phát triển đô thị, Chính phủ Ấn Độ. Bên cạnh xây dựng và vận hành hệ thống vận tải đường sắt nhẹ đô thị Delhi, DMRC cũng tham gia vào việc hoạch định và triển khai các dự án đường sắt đô thị, đường ray xe lửa và đường sắt cao tốc ở Ấn Độ và cung cấp dịch vụ tư vấn cho các dự án tàu điện khác ở trong nước cũng như ở nước ngoài.
Tính đến tháng 11 năm 2010, DMRC vận hành khoảng 2.700 chuyến đi hàng ngày từ 6:00-23:00 chạy với một khoảng thời gian 2 phút 40 giây giữa hai chuyến kề nhau lúc cao điểm. Các đoàn tàu thường có bốn và sáu toa xe, nhưng do tăng số lượng hành khách, xe lửa tám toa xe được thêm vào Tuyến Vàng (Jahangirpuri trung tâm thanh phố HUDA) và Tuyến Xanh da trời (Dwarka Sector-21 với trung tâm thành phố Noida / VaishaliVaishali).) Tuyến Vàng là một trong những đầu tiên với tám toa xetrains.. Nguồn điện xoay chiều được cung cấp bởi đường dây chạy dọc bên trên nóc tàu có điện áp 25 kilovolt, tần số 50 hertz.
Hệ thống đường sắt đô thị Delhi trung bình mỗi ngày vận chuyển 2,4 triệu lượt hành khách, đến tháng 8 năm 2010, đã thực vận chuyển tổng cộng 1,25 tỷ lượt hành khách kể từ khi hệ thống này đi vào vận hành.inception. Công ty đường sắt đô thị Delhi đã được Liên Hợp Quốc cấp chứng chỉ là tuyến đường sắt đô thị đầu tiên và hệ thống đường sắt tốc độ cao trên thế giới để có được "giảm thải carbon để giảm khí thải nhà kính" và giúp làm giảm mức độ ô nhiễm trong thành phố tương đương 630.000 tấn mỗi năm.
Công tác quy hoạch tàu điện ngầm bắt đầu vào năm 1984, khi Cơ quan Phát triển Delhi và Ủy ban Nghệ thuật đô thị đã đưa ra đề nghị phát triển một hệ thống giao thông vận tải đa phương thức cho thành phố. Chính phủ Ấn Độ và Chính quyền Delhi cùng thành lập Công ty cổ phần đường sắt đô thị Delhi (Delhi Metro Rail Corporation) (DMRC) đăng ký vào ngày 03 tháng 5 năm 1995 theo Đạo luật công ty năm 1956. Công tác xây dựng bắt đầu năm 1998, tuyến ray đầu tiên, Tuyến Đỏ, khai trương năm 2002, tiếp theo là Tuyến Vàng trong năm 2004, Tuyến Da trời vào năm 2005, tuyến nhánh của nó trong năm 2009, Tuyến Lá cây và Tuyến Tím hoàn thành năm 2010 và tuyến nhanh sân bay hoàn thành năm 2011.